# 白堆乡
白堆乡，是中华人民共和国西藏自治区山南市桑日县下辖的一个乡镇级行政单位。

## 行政区划
白堆乡下辖以下地区：
白堆村、藏嘎村、仁青岗村、许木村、曲果沙村、里龙村、达西村和下间村。